# 美鄉町 (宮崎縣)
美鄉町（日语：／ Misato chō */?）是位於日本宮崎縣北部的一個城鎮，位於九州山地，成立於2006年1月1日，由原南鄉村、西鄉村和北鄉村合併而成。

## 歷史
- 1889年5月1日：實施町村制，東臼杵郡下設置南鄉村、西鄉村、北鄉村。
- 2006年1月1日：南鄉村、西鄉村、北鄉村合併為美鄉町。

| 1889年以前 | 1889年5月1日 | 1889年 - 1944年 | 1889年 - 1944年 | 1945年 - 1954年 | 1955年 - 1988年 | 19891年 - 現在            | 現在                      |
| ---------- | ------------ | --------------- | --------------- | --------------- | --------------- | ------------------------- | ------------------------- |
|            | 西鄉村       | 西鄉村          | 西鄉村          | 西鄉村          | 西鄉村          | 2006年1月1日 合併為美鄉町 | 2006年1月1日 合併為美鄉町 |
|            | 南鄉村       |                 |                 |                 |                 | 2006年1月1日 合併為美鄉町 | 2006年1月1日 合併為美鄉町 |
|            | 北鄉村       |                 |                 |                 |                 | 2006年1月1日 合併為美鄉町 | 2006年1月1日 合併為美鄉町 |

## 行政
村長：林田敦，曾任十屆西郷村長，在合併後再度擔任美鄉町町長，共十一任為日本現任市町村首長中連任最多次者。

## 觀光資源
- 百濟村
  - 百濟之館
  - 神門神社
  - 西之正倉院
- 六峰街道
- 宇納間地藏尊

## 本地出身之名人
- 小野葉櫻：歌人
- 廣島日出國：前馬拉松選手、前宮崎沖電氣田徑部教練
- 織田淳哉：前職業棒球選手

## 姊妹、友好都市

### 日本
- 豐見城市（沖繩縣）：於1989年締結姊妹都市

### 海外
- 扶餘邑（大韓民国）：於1991年9月締結姊妹都市

## 外部連結
- （日語）官方网站
- （日語） 南鄉村商公會 （页面存档备份，存于）
- （日語） 西鄉村商公會 （页面存档备份，存于）
- （日語） 北鄉村商公會 （页面存档备份，存于）